# Union Dua Aruwimi Itimbiri
L’Union Dua Aruwimi Itimbiri (UNIDA) était un parti politique de République démocratique du Congo. C’est une association ethno-politique, principalement budja, fondée en 1961 et dirigée par André Genge, ancien cofondateur du PUNA. 